# Erik Olin Wright
Erik Olin Wright   (Berkeley, 9 de febrer de 1947 - Milwaukee, 23 de gener de 2019) va ser un sociòleg estatunidenc, membre destacat del marxisme analític. Les seves majors contribucions es van centrar en la revisió de la teoria marxista de les classes socials, així com amb el seu esforç per portar aquesta revisió teòrica al terreny de la investigació empírica.

## El pensament de Wright
Per a Erik Olin Wright, l'anticapitalisme no és només una postura moral contra la injustícia, sinó la necessitat de construir alternatives a la pobresa generalitzada enmig de l'abundància que comporta el capitalisme. La cerca implacable de beneficis és una màquina que augmenta la desigualtat social, la precarietat laboral, l'alienació i la destrucció del medi ambient, malgrat la innovació tecnològica, l'augment de la productivitat i la difusió a la baixa dels béns de consum. Segons l'autor, històricament, l'anticapitalisme ha estat animat per quatre lògiques de resistència diferents: aixafar el capitalisme, domar el capitalisme, escapar del capitalisme i erosionar el capitalisme.
Erik Olin Wright rebutja la teoria marxista de la història, o materialisme històric, sobre la fi del capitalisme. No creu que les contradiccions internes del capitalisme el portin a la seva destrucció. “El capitalisme pot ser indesitjable i seguir sent reproduïble”. Afirma, també, que la previsió de Marx d’una proletarització intensificada de la classe treballadora no s'ha donat. En canvi, s'ha creat una estructura de classe més complexa i s'han accentuat les “ubicacions contradictòries dintre de les relacions de classe”. L'heterogeneïtat de la classe treballadora ha debilitat la seva capacitat d'enfrontar-se al capitalisme i l’ha empès a buscar millores dintre dels límits d’aquest - en forma d'Estat del Benestar. En lloc d'oferir alternatives democràtiques igualitàries al capitalisme, els exemples de ruptura des del capitalisme han acabat desenvolupant estructures econòmiques autoritàries, burocràtiques i estatistes.
Wright afirma que les estructures econòmiques són sempre híbrides. Cap sistema s'ajusta completament a la definició de “capitalisme”, “estatisme” o “socialisme” sinó que combinen elements de les tres formes de poder. Per tant, la transformació emancipadora no s'ha de veure com un canvi binari de sistema sinó com una modificació de les relacions de poder en l’organització econòmica. Així, per avançar cap al socialisme cal democratitzar l'economia i la política, augmentant el poder de la societat sobre aquestes esferes. L’autor identifica set vies institucionals per aprofundir en l'apoderament social: el socialisme estatista, la reglamentació econòmica socialdemòcrata, la democràcia associativa, el capitalisme social, l'economia social, l'economia cooperativa de mercat i el socialisme participatiu. La combinació d’aquestes vies, plasmades en propostes d’”utopies reals”, poden facilitar el canvi de les relacions de poder en l'estructura econòmica.
Erik Olin Wright elabora una teoria de transformació social basada en la combinació de les tres lògiques estratègiques de transformació: la de ruptura, la intersticial i la simbiòtica. Wright es mostra escèptic sobre la possibilitat d’una ruptura sistemàtica en les condicions actuals, però, poden ser estratègies útils en moments de confrontació. Les estratègies intersticials funcionen al voltant dels moviments socials possibilitant la creació de pràctiques alternatives al capitalisme des de baix i aprofundint en l’apoderament social. Els “compromisos positius de classe” serien part d’una estratègia simbiòtica on diferents classes socials arriben a acords de col·laboració per solucionar problemes amb interessos oposats - pactant millores per la classe treballadora que, al mateix temps, solucionin crisis del capitalisme, per exemple. D’aquesta manera, Wright defensa un “pluralisme estratègic flexible” pel projecte socialista.

### Utopies reals
En el seu llibre “Construyendo utopias reales”, Erik Olin Wright advoca per desenvolupar el camp de coneixement que anomena “sociologia del possible” o ”ciències socials emancipadores”. Defensa que la sociologia no s'hauria de limitar a comprendre i explicar el món actual tal com és, sinó intentar transformar-lo. Aquesta branca de la sociologia s'encarregaria de cercar projectes emancipadors per avaluar el seu potencial transformador, des d’una estratègia anticapitalista.
La metodologia d’aquesta ciència social tindria les tres següents fases: elaborar un diagnòstic i crítica sistemàtica del món actual; imaginar alternatives viables; i comprendre els obstacles, possibilitats i dilemes de la transformació. La primera part consisteix a identificar les causes estructurals de les desigualtats actuals. Aquest anàlisi parteix d’un judici moral basat en dos principis normatius: la justícia social i la justícia política. Per avaluar les alternatives socials, l’autor proposa un marc jerarquitzat segons la seva desitjabilitat, viabilitat i factibilitat. La tercera tasca seria elaborar una teoria de la transformació social amb estratègies per implementar les alternatives socials.
En el llibre, Erik Olin Wright, analitza quatre casos d’alternatives emancipadores a les formes dominants d’organització social: els pressupostos participatius, Viqupèdia, les cooperatives de Mondragòn i la renda bàsica universal (RBU).